# Ділан Баква
Ділан Баква (фр. Dilane Bakwa, нар. 26 серпня 2002, Кретей, Франція) — французький футболіст конголезького походження, нападник клубу «Страсбур».

## Ігрова кар'єра

### Клубна
ДіланБаква починав займатися футболом у клубах нижчих дивізіонів. У 2015 році він приєднався до клубної академії «Бордо». З яким у травні 2019 року підписав свій перший професійний контракт і продовжив свої виступи у другому складі у Національному дивізіоні 3.
Його дебют на вищому рівні відбувся 27 вересня 2020 року у матчі Ліги 1 проти «Ніцци».

### Збірна
У травні 2019 року Ділан Баква у складі юнацької збірної Франції (U-17) взяв участь у юнацькому чемпіонаті Європи, який приймала Ірландія, де зіграв у п'яти поєдинках.